# Białcz Wielki
Białcz Wielki – jezioro morenowe w woj. wielkopolskim, w powiecie międzychodzkim, w gminie Chrzypsko Wielkie, leżące na terenie Pojezierza Poznańskiego.

## Dane morfometryczne
Powierzchnia zwierciadła wody według różnych źródeł wynosi od 31,0 ha do 34,1 ha.
Zwierciadło wody położone jest na wysokości 39,4 m n.p.m. lub 39,7 m n.p.m. Średnia głębokość jeziora wynosi 2,4 m, natomiast głębokość maksymalna 5,2 m.

## Hydronimia
Według urzędowego spisu opracowanego przez Komisję Nazw Miejscowości i Obiektów Fizjograficznych (KNMiOF) nazwa tego jeziora to Białcz Wielki. W różnych publikacjach i na mapach topograficznych jezioro to występuje pod nazwą Białeckie lub Białczyńskie.